# (15632) Magee-Sauer
(15632) Magee-Sauer est un astéroïde de la ceinture principale.

## Description
(15632) Magee-Sauer est un astéroïde de la ceinture principale. Il fut découvert le 26 avril 2000 à la station Anderson Mesa par le programme LONEOS. Il présente une orbite caractérisée par un demi-grand axe de 2,28 UA, une excentricité de 0,09 et une inclinaison de 5,1° par rapport à l'écliptique.

## Compléments